# Mr. Nice Guy
Mr. Nice Guy (一個好人 Yat goh ho yan) è un film del 1997 diretto da Sammo Hung.
Nel film, con protagonista Jackie Chan, compare anche lo stesso regista Hung, benché in un ruolo minore.

## Trama
Melbourne (Australia). La giornalista televisiva Diana sta riprendendo di nascosto le trattative tra un clan malavitoso di origine italiana ed una banda locale, i "Demoni", per lo scambio di una partita di cocaina. L'accordo sfuma ed il boss Giancarlo uccide il capo della banda, poi la ragazza ed il suo collaboratore vengono scoperti.
Il collaboratore di Diana viene catturato, ma la ragazza si imbatte nello chef Jackie, conduttore di una trasmissione televisiva. Jackie la fa salire sulla sua auto e parte, riuscendo temporaneamente a seminare gli inseguitori.
In macchina, Jackie ha numerose videocassette con le registrazioni delle sue trasmissioni di cucina. Diana scambia accidentalmente la sua registrazione con una di esse, coinvolgendo anche il cuoco, che si vede così costretto a passare all'azione.

## Produzione
Il regista e amico di vecchia data di Jackie Chan, Sammo Hung, fa un cameo nella parte di un ciclista.

## Distribuzione

### Date di uscita
- 31 gennaio 1997 a Hong Kong (一個好人 Yat goh ho yan)
- 1º febbraio nella Corea del Sud
- 18 marzo 1998 negli Stati Uniti
- 10 giugno nelle Filippine
- 26 giugno in Islanda
- 29 giugno in Messico
- 28 agosto nel Regno Unito
- 3 settembre in Ungheria (Jackie, a jó fiú)
- 26 settembre nel Kuwait
- 7 ottobre in Finlandia
- 24 novembre nei Paesi Bassi
- 6 gennaio 1999 in Argentina (El invencible)
- 21 maggio in Spagna (El superchef)
- 27 maggio in Australia
- 17 giugno in Germania (Mr. Nice Guy - Erst kämpfen, dann fragen)
- 18 giugno nella Svizzera tedesca
- 28 luglio in Francia (Mister Cool)
- 28 ottobre in Nuova Zelanda

## Riconoscimenti
- 1997 - Golden Horse Film Festival
  - Migliore coreografia d'azione a Wing Cho
- 1998 - Hong Kong Film Awards
  - Candidatura per la Migliore coreografia d'azione a Wing Cho